# Lactime
Die Lactime (Singular: das Lactim) sind eine Stoffgruppe in der organischen Chemie. Sie stehen im Gleichgewicht mit ihrer tautomeren Form, den Lactamen. Es handelt sich um cyclische Stickstoffverbindungen, welche die funktionelle Gruppe –N=C–OH enthalten. Die Umwandlung der tautomeren Formen ineinander erfolgt über einen intermolekularen Mechanismus. So entstehen aus Lactamen – cyclischen Verbindungen mit der Gruppe –NH–CO– als Ringglied – die entsprechenden Lactime und umgekehrt (Lactam-Lactim-Tautomerie, Prototropie), siehe z. B. γ-Butyrolactam und γ-Butyrolactim:
Analog den Lactamen werden in der Nomenklatur den Namen von Lactimen griechische Buchstaben vorangestellt, die anzeigen, wie viele Kohlenstoffatome im Ring neben der C–OH-Gruppe vorhanden sind (γ = 3, δ = 4).